# Colla, Ticino
Colla  är en ort i norra delen av kommunen Lugano i kantonen Ticino, Schweiz. 
Colla var tidigare huvudort i kommunen Valcolla, men 14 april 2013 blev Valcolla en del av Lugano. 